# Megaloencefalia
A megaloencefalia, também conhecida como macroencefalia, é um trastorno no qual existe um cérebro anormalmente grande, pesado e com mau funcionamento. 
Por definição, o peso do cérebro é maior que a média correspondente à idade e o sexo do bebê ou da criança. O crescimento da cabeça pode fazer-se evidente no nascimento ou a cabeça pode chegar a ser anormalmente grande nos primeiros anos de vida. Acha-se que a megaloencefalia está relacionada com um problema na regulação da reprodução ou proliferação das células. 
Num desenvolvimento normal, a proliferação dos neurônios - o processo no qual as células nervosas se dividem para formar novas gerações de células - se regula para gerar o número correto de células no lugar apropriado e no tempo justo. 
Embora na cultura cinematográfica a megaloencefalia é associada à intelectualidade, os sintomas da megaloencefalia podem incluir atrasos no desenvolvimento, trastornos convulsivos, disfunções córticoespinais (do córtex do cérebro e da medula espinal) e convulsões. A megaloencefalia afeta os meninos com maior frequência que às meninas. 
O prognóstico para os indivíduos com megaloencefalia depende em grande parte das causas subjacentes e de trastornos neurológicos relacionados. O tratamento é sintomático. A megaloencefalia pode conduzir a uma doença chamada macrocefalia. 
A megaloencefalia unilateral ou hemimegaloencefalia é uma malformação pouco comum caracterizada pelo crescimento anormal de um hemisfério do cérebro. Os meninos com este trastorno podem ter a cabeça grande, às vezes assimétrica. Sofrem com freqüência de convulsões intratáveis e de retardo mental. O prognóstico para os pacientes com hemimegaloencefalia é grave.